# Língua alemã
Alemão (em alemão: Deutsch; romaniz.: [ˈdɔʏ̯tʃ] (escutarⓘ)) é uma língua germânica ocidental que é falada principalmente na Europa Central. É língua oficial e a mais falada na Alemanha, Áustria, Suíça, Tirol do Sul (Itália), Comunidade germanófona da Bélgica e Liechtenstein; é também um idioma governamental, mas não majoritária de Luxemburgo. As principais línguas que são mais semelhantes a alemã incluem outros membros do ramo de línguas germânicas ocidentais, como o africâner, neerlandês e o inglês. É a segunda língua germânica mais falada, após o inglês.
Um dos principais idiomas do mundo, o alemão é a primeira língua de cerca de 95 milhões de pessoas em todo o mundo e a língua nativa mais falada na União Europeia. O idioma também é a terceira língua estrangeira mais ensinada nos Estados Unidos (depois do espanhol e do francês) e da UE (depois do inglês e do francês), a segunda língua científica mais utilizada, bem como a terceira língua mais usada em sites (depois do inglês e do russo). Os países de língua alemã estão em quinto lugar em termos de publicação anual de novos livros, sendo que um décimo de todos os livros (incluindo e-books) no mundo são publicados em língua alemã.
O alemão deriva a maioria de seu vocabulário do ramo germânico da família das línguas indo-europeias. Uma porção de palavras alemãs são derivados do latim e do grego, enquanto uma minoria vem do francês e do inglês. Com variantes levemente diferenciadas, o alemão é uma língua pluricêntrica. O idioma também é notável por seu amplo espectro de dialetos, com muitas variedades únicas existentes na Europa e também em outras partes do mundo. Devido à inteligibilidade limitada entre certas variedades e o alemão padrão, bem como a falta de uma diferença indiscutivelmente científica entre um "dialeto" e uma "linguagem", algumas variedades alemãs ou grupos de dialetos (por exemplo baixo-alemão ou Plautdietsch) são alternativamente referidas como "línguas" e "dialetos".

## Difusão
O alemão é falado principalmente na Alemanha, Áustria, Liechtenstein, na maior parte da Suíça (ver suíço-alemão), em Luxemburgo, na região italiana do Tirol Meridional, no voivodato polaco de Opole (Oppeln), em algumas comunas dos cantões orientais da Bélgica, em partes da Roménia, nas regiões francesas da Alsácia (Elsass) e Lorena (Lothringen), bem como numa pequena área no sul da Dinamarca.
Adicionalmente, a antiga colônia alemã da Namíbia tem ainda um certo número de pessoas de língua alemã, e existem minorias de língua alemã em vários países da Europa Oriental, incluindo Rússia, Hungria, República Checa, Eslováquia, Polônia, Romênia, Lituânia e Eslovênia.
O alemão também é falado na América do Sul, em certas regiões do sul do Chile, em algumas comunidades da Argentina e do Paraguai, e principalmente em certas porções do Brasil: na área meridional (nos estados de Rio Grande do Sul e de Santa Catarina), no Espírito Santo e em comunidades mais restritas no Paraná e em São Paulo.
Na América do Norte, os amish e alguns menonitas, entre outros grupos, também falam uma forma ou outra do alemão. Por exemplo, em cidades como Leavenworth (Washington) e em várias localidades do Texas e da região central dos Estados Unidos.
Vale notar que o alemão clássico é muito difundido nos meios intelectuais e acadêmicos deste país. A língua alemã também é uma das preferidas por estudantes secundários e universitários. Cerca de 100 milhões de pessoas, ou um quarto dos europeus, têm o alemão como língua materna.
É também a língua materna de grandes músicos (Mozart, Bach, Bach (filho), Beethoven, Händel, Wagner, Mendelssohn, Liszt, Haydn, Schubert, Strauss (pai), Strauss (filho), Brahms, Schumann, Mahler, Orff etc.), escritores (Goethe, Schiller, Thomas Mann, Heinrich Mann, Brecht, Kafka, Zweig, Hölderlin, Hesse, Heine, Büchner, Trakl, Grass, Böll, Handke, Tucholsky, Rilke, Jelinek, Müller, Broch etc.) e físicos, matemáticos, químicos, psicanalistas, biólogos, sociólogos e filósofos ou pensadores (Einstein, Planck, Wegener, Röntgen, Mendel, Herschel, Diesel, Schrödinger, Gauss, Kepler, Boltzmann, Braun, Hahn, Ohm, Lilienthal, Otto, Fraunhofer, Hertz, Zeppelin, Wundt, Ebbinghaus, Riemann, Hilbert, Wöhler, Heidegger, Spengler, Ehrlich, Bloch, Schweitzer, Koch, Humboldt, Marx, Kant, Lessing, Schopenhauer, Engels, Freud, Rorschach, Cassirer, Mannheim, Hegel, Feuerbach, Haeckel, Jung, Benjamin, Wittgenstein, Husserl, Dilthey, Nietzsche, Haber, Fichte, Weber, Leibniz, Popper, Watzlawick, Habermas, Luhmann, Simmel, Tönnies, Adorno, Marcuse, Elias, Horkheimer, Arendt, Schelsky, Berger, Luckmann, Sombart, Beck, Hoppe etc.).

### Estimativa da quantidade de falantes
Devido à dispersão dos alemães pelo mundo, bem como pelo fato do alemão ser a terceira língua estrangeira mais ensinada  nos Estados Unidos e na União Europeia, a distribuição geográfica dos falantes de alemão abrange todos os continentes habitados. Quanto ao número de falantes de qualquer língua em escala mundial, uma avaliação é sempre arriscada devido à falta de dados suficientes e confiáveis. Estimar um número exato de falantes nativos alemães em todo o globo é ainda mais complicado pela existência de diversas variantes cujo status como "línguas" separadas ou "dialetos" é contestado por razões políticas e/ou linguísticas, incluindo quantitativamente variantes pronunciadas como certas formas de alemânico (por exemplo, alsaciano), baixo-alemão, e iídiche. Dependendo principalmente da inclusão ou exclusão de certas variedades, estima-se que cerca de 90-95 milhões de pessoas falem alemão como língua materna, 10-25 milhões como segunda língua e 75-100 milhões como língua estrangeira. Isto implicaria aproximadamente 175-220 milhões de falantes de alemão em todo o mundo. Estima-se que também incluindo todas as pessoas que estão ou estavam tomando aulas de alemão, independentemente da sua proficiência real, teríamos cerca de 280 milhões de pessoas no mundo com pelo menos algum conhecimento da língua.
|                           | Argentina | Austrália | Belize | Bolívia | Brasil    | Canadá  | Chile  | Israel  | Cazaquistão | México | Namíbia | Nova Zelândia | Paraguai | Rússia  | África do Sul | Uruguai | Estados Unidos | Soma      |
| ------------------------- | --------- | --------- | ------ | ------- | --------- | ------- | ------ | ------- | ----------- | ------ | ------- | ------------- | -------- | ------- | ------------- | ------- | -------------- | --------- |
| Alemão oficial            | 400 000   | 79 000    | —      | 160 000 | 1 500 000 | 430 000 | 35 000 | 200 000 | 178 000     | —      | 22 500  | 36 000        | 166 000  | 394 138 | 12 000        | 28 000  | 1 104 354      | 4 744 922 |
| Hunsriqueano riograndense | —         | —         | —      | —       | 300 000   | —       | —      | —       | —           | —      | —       | —             | —        | —       | —             | —       | —              | 300 000   |
| Baixo-alemão/Plautdietsch | 4 000     | —         | 6 900  | 60 000  | 8 000     | 80 000  | —      | —       | 50 000      | 40 000 | —       | —             | 40 000   | —       | —             | 2 000   | 12 000         | 302 900   |
| Alemão da Pensilvânia     | —         | —         | —      | —       | —         | 15 000  | —      | —       | —           | —      | —       | —             | —        | —       | —             | —       | 118 000        | 133 000   |
| Alemão de Hutterite       | —         | —         | —      | —       | —         | 23 200  | —      | —       | —           | —      | —       | —             | —        | —       | —             | —       | 10 800         | 40 000    |

## História
Os dialetos sujeitos à segunda mutação consonântica germânica durante a Idade Média são considerados parte da língua alemã moderna.
Como consequência dos padrões de colonização, da migração dos povos ou migrações dos povos bárbaros, das rotas de comércio e de comunicação (principalmente os rios) e do isolamento físico (montanhas íngremes e florestas escuras), desenvolveram-se dialetos regionais muito distintos.
Esses dialetos, muitas vezes mutuamente incompreensíveis, foram utilizados por todo o Sacro Império Romano-Germânico. Como a Alemanha estava dividida em muitos Estados distintos, não havia uma força unificadora ou uma padronização alemã até que Martinho Lutero traduziu a Bíblia (o Novo Testamento em 1521 e o Antigo Testamento em 1534). Graças à tecnologia inventada pelo compatriota de Lutero, Johannes Gutenberg, a difusão da língua padronizada foi muito facilitada (ver Revolução da Imprensa).
A variedade regional (dialeto) na qual Martinho Lutero traduziu a Bíblia hoje em dia é considerada o modelo sobre o qual foi construído o alemão padrão clássico ou Hochdeutsch. Hoch, "alto" e Deutsch significa "alemão clássico", e não alto-alemão. Quase todo material utilizado pelas empresas de comunicação e quase todo material impresso é produzido principalmente nessa variedade ou dialeto oficial alemão. O alemão clássico é compreendido por todo o país, mas todas as regiões possuem seus distintos dialetos.
O primeiro dicionário dos Irmãos Grimm, ou Gebrüder Grimm, do qual dezesseis partes foram lançadas entre 1852 e 1960, permanece como o guia mais compreensivo das palavras do idioma alemão. Em 1860, regras gramaticais e ortográficas apareceram pela primeira vez no Duden Handbuch. Em 1901, o Duden foi declarado o padrão definitivo do idioma alemão, em relação a esses assuntos linguísticos. Somente em 1998, algumas dessas regras foram oficialmente revisadas.

## Classificação
O alemão é um membro do ramo ocidental da subfamília das línguas germânicas, que faz parte da família das línguas indo-europeias.

### Língua oficial

Conhecimento de alemão nos países da União Europeia.

O alemão é a única língua oficial na Alemanha, Liechtenstein e Áustria. É língua cooficial na Bélgica (com francês e neerlandês), Luxemburgo (com francês e luxemburguês), Suíça (com francês, italiano e romanche), na Itália (no Tirol Meridional), em Sopron (com a língua húngara), em Voivodia de Opole (com a língua polaca).  É uma das 21 línguas oficiais da União Europeia, assim como uma das três línguas de trabalho da Comissão Europeia (com o francês e o inglês).

### Língua minoritária

Estatuto legal do idioma alemão na Europa:
Alemão é a língua oficial (de jure ou de facto) e a primeira língua da maior parte da população
Alemão é a língua cooficial, mas não a primeira língua da maior parte da população
Alemão (ou um dialeto alemão) é realmente reconhecido como uma língua minoritária
Alemão (ou uma variedade do alemão) é falado em um território considerável, mas sem reconhecimento legal

É também uma língua minoritária na Dinamarca, França, Rússia, Tajiquistão, Brasil, Polónia, Roménia, Togo, Camarões, Estados Unidos, Namíbia, Paraguai, Hungria, República Checa, Eslováquia, Países Baixos, Eslovénia, Ucrânia, Croácia, África do Sul, Moldova, Austrália, Letónia, Estónia e Lituânia.
O alemão já foi a língua franca das Europas central, ocidental e do norte. As duas guerras mundiais, na primeira metade do século XX, diminuíram pela metade o território alemão, consequentemente diminuindo a população que falava o alemão como língua nativa. O alemão permanece como uma das mais fortes e populares línguas estrangeiras ensinadas pelo mundo. O alemão é a língua mais falada na União Europeia, mas a maioria são falantes nativos. O idioma estrangeiro mais popular na União Europeia, depois do inglês, ainda é o francês.[carece de fontes?] Tendo perdido mais ou menos um terço dos seus territórios originais nas duas guerras mundiais, ainda existem comunidades minoritárias germano-falantes em várias regiões da Europa, como Polônia, França, Países Baixos, Bélgica, Dinamarca, Lituânia, Kaliningrado (antigo Königsberg alemão), Eslováquia e Ucrânia.

### Dialetos
O termo Deutsch, "alemão", é usado para diversos dialetos da Alemanha, nos países circunvizinhos e na América do Norte e na América do Sul, por exemplo, no Brasil (Espírito Santo, Paraná, Rio Grande do Sul, Santa Catarina e São Paulo), na Argentina, Chile e Paraguai, entre outros países da América do Sul.
Os dialetos da Alemanha são geralmente divididos em baixo-alemão, médio-alemão e alto-alemão. Nem todos os dialetos alemães são mutuamente inteligíveis.
Os dialetos do baixo-alemão ou baixo-saxão, como são algumas vezes mais conhecidos, são mais próximos dos dialetos Baixo-Francônicos, como o neerlandês, do que dos dialetos do alto alemão e, por uma perspectiva linguística, não são parte da língua alemã oficial.
Os dialetos do alto-alemão, falados por comunidades germânicas nos antigos países da União Soviética e pelos judeus asquenazes, têm várias características únicas e são geralmente considerados uma língua separada: o iídiche.
Existem também dialetos distintos do Alemão que são ou foram falados na América, incluindo o alemão da Pensilvânia, o alemão colonieiro, o alemão do Texas, o Hutterite German, e o Riograndenser Hunsrückisch (Hunsrückisch), falado em toda a região sul do Brasil, no Rio Grande do Sul, Santa Catarina e Paraná, e mesmo em grande parte de São Paulo, Argentina, Paraguai e Uruguai, que fazem fronteira com o sul do Brasil.
Os modernos dialetos do alemão oficial são divididos em médio-alemão e alto-alemão. O alemão padrão é um dialeto do médio-alemão, enquanto as variantes austríacas e suíças fazem parte do alto-alemão.
É fundamental ressaltar que as palavras "alto-", "médio-" e "baixo-" em relação ao idioma alemão se referem às regiões demográficas ocupadas pelos povos germânicos, sendo que mais ao norte encontram-se as regiões mais baixas, planas e quase ao nível do mar; já as regiões mais ao sul correspondem aos Alpes e às regiões mais altas e montanhosas. No sul do Brasil, frequentemente, as pessoas imaginam que os falares dialetais germânicos locais têm palavras como Platt ("plano" ou "baixo") associadas aos seus nomes por sua língua ser de qualidade inferior e indesejável no universo dos idiomas.

### No Brasil

Localidades em Espírito Santo onde o alemão é cooficial.

Há quem argumente que o alemão falado no Brasil é de fato um regionalismo brasileiro e não simplesmente uma língua estrangeira (sendo que o mesmo argumento poderia ser feito referente ao talian, um dialeto ítalo-brasileiro com raízes no língua vêneta e que é falado nas regiões vinícolas do Rio Grande do Sul).
Cidades como Pomerode, Jaraguá do Sul, Blumenau, Brusque, Schroeder, Teutônia, Rolândia, Marechal Cândido Rondon e Santa Cruz do Sul são apenas alguns exemplos de localidades onde se pratica a língua alemã. Todavia, muitos teuto-falantes também moram no campo e estão ligados à agricultura. Os dois dialetos do alemão mais difundidos no Brasil são o hunsriqueano rio-grandense ou (Riograndenser Hunsrückisch) e o pomerano (Pommersch/Pommeranisch). O Hunsrückisch original é um dialeto falado na Alemanha e classificado como um dos dialetos que formam o grupo Moselfränkisch, falado na Renânia-Palatinado (Rheinland-Pfalz).
Já o pomerano (Pommersch/Pommeranisch) é preservado na região montanhosa do Espírito Santo e interior de Rondônia por meio da colonização capixaba na região (o dialeto não deve ser confundido com o idioma cassúbio, um idioma eslavo que partilha o mesmo nome); as primeiras migrações alemãs no Brasil foram em direção às colônias lá localizadas, e havia dois grupos que muitas vezes chegaram a rivalizar: os Pomeranos e os Baixo-Alemães. Com o tempo o governo capixaba designa a educação destas localidades ao governo alemão, que envia professores de lá, assim o baixo alemão passa a ser ensinado nas escolas; o pomerano passaria a ser uma língua mais falada que escrita, até hoje muitos habitantes de lá falam ambos os dialetos mas escrevem apenas o baixo-saxão. Em 1975 as escolas são definitivamente em português, e muitas cidades passam a ter o alemão como língua minoritária. É comum encontrar falantes de ambos os dialetos, mas que sabem escrever apenas o baixo saxão; hoje muitos sabem escrever apenas o português. Nos últimos anos o governo do Espírito Santo incentiva o ensino do pomerano nas escolas locais. Embora até hoje quase todas as famílias pomeranas falem a língua materna, as falantes do baixo saxão estão perdendo suas tradições. É comum encontrar placas de trânsito escritas em alemão em cidades como Santa Maria de Jetibá na Serra Capixaba. Muitas rádios locais destinam parte de sua programação, especialmente nos finais de semana (quando os agricultores estão em casa), para a língua alemã de dialeto pomerano nestas cidades capixabas.
Vale lembrar que ambos os dialetos são provenientes de regiões da Europa onde surgiram originalmente.
Muitos imigrantes de outras regiões da Alemanha que iam para o sul acabavam adotando o Riograndenser Hunsrückisch no Brasil, depois de uma ou mais gerações. O idioma alemão do Brasil é mantido principalmente no lar, nas comunidades e, desde a Segunda Guerra Mundial, passou a ser mais uma língua falada do que escrita, sendo que a língua portuguesa tomou o seu lugar nas escolas e na imprensa.
A expansão nacional dos meios de comunicação e dos transportes também contribui muito para o declínio do alemão do Brasil. Se a história e, mais tarde, a modernização serviram para desvalorizar este regionalismo, a Internet hoje em dia, supremo meio de comunicação, vem permitir àqueles/as interessados/as aperfeiçoarem seus conhecimentos linguísticos de forma sem precedentes.
No ano de 2004, comemoraram-se os 180 anos da imigração e do regionalismo teuto-brasileiro. Note-se que a maioria dos teuto-brasileiros que são bilíngues somente falam o dialeto com as pessoas mais próximas e, portanto, o dialeto passa despercebido na maioria dos casos.
Também foi aprovada, em agosto de 2011, a PEC 11/2009, emenda constitucional que inclui no artigo 182 da Constituição Estadual a língua pomerana, juntamente com a língua alemã, como patrimônios culturais do Espírito Santo.

## Sistema de escrita
O alemão é escrito utilizando o alfabeto latino. Além das 26 letras padrão, possui três vogais com Umlaut (ä, ö e ü) mais a consoante eszett ou scharfes es ("ß"). A forma do ß lembra a do beta (β) grego, mas a pronúncia é a mesma do "ss". Esse som pode ser escrito tanto com essa letra como com "ss": Straße e essen. Segundo a ortografia nova do alemão, o ß é usado depois de uma vogal estendida ("Straße") e o ss é usado depois de uma vogal curta ("essen").
Existe também a escrita do alemão gótico, um alfabeto que entrou em declínio na Primeira Guerra Mundial, e cai por definitivo ao fim da Segunda Guerra Mundial. Hoje é muito raro encontrar quem saiba ler, e muito menos escrever, este alfabeto; os poucos com tal aptidão são em geral pessoas que foram alfabetizadas até o entre-guerras.

## Nomes da língua alemã em outras línguas
- Castelhano: alemán
- Catalão: Alemany
- Croata: Njemački
- Asturiano: Alemán
- Árabe: الألمانية (Al-Almanya) (pronuncia-se el-elmanía)
- Checo: němčina
- Chinês: 德语 (de2 yu3)
- Coreano: 독일어 (dogireo)
- Dinamarquês: tysk
- Eslovaco: nemčina
- Esloveno: nemščina
- Esperanto: germana lingvo ou germanlingvo
- Estoniano: saksa keel
- Francês: allemand
- Finlandês: saksan kieli
- Gaélico irlandês: géarmáinís
- Grego: γερμανικά (germaniká)
- Hebraico: גרמנית (germanit)
- Húngaro: német nyelv
- Inglês: German language
- Islandês: þýska
- Italiano: tedesco
- Japonês: ドイツ語 (doitsu-go)
- Latim: Lingua Theodisca
- Neerlandês: Duits
- Norueguês: tysk
- Polaco: język niemiecki, niemczyzna
- Português: Alemão/Língua Alemã
- Romeno: germană
- Russo: Неме́цкий язы́к (Nyemetzki yazik)
- Sueco: tyska
- Turco: Almanca

### Em português e alemão
- «Praias riograndenses e salva-vidas poliglotas»
- «Instituto Goethe no Brasil»
- «Instituto Martius Staden»
- «Cento e oitenta anos da presença do idioma alemão no sul do Brasil».
- «Dicionário Português ↔ Alemão»
- «Intercâmbio Acadêmico Brasil Alemanha»
- «Um Vocabulário Fundamental da Língua Alemã para o Certificado Deutsch als Fremdsprache»
- «Dicionário alemão-português»
- «Dicionário de alemão austríaco e alemão padrão: Datenbank zur deutschen Sprache in Österreich, Gregor Retti» (sítio em alemão padrão)
- «Sprachatlas des Deutschen Reichs»
- «Verein Deutsche Sprache»
- «Dicionário on-line português-alemão/alemão-português»
- «Dicionário on-line alemão ↔ português/inglês/francês/espanhol/italiano/chinês/russo/polaco»
- «Os números em alemão»